# Alan Carr

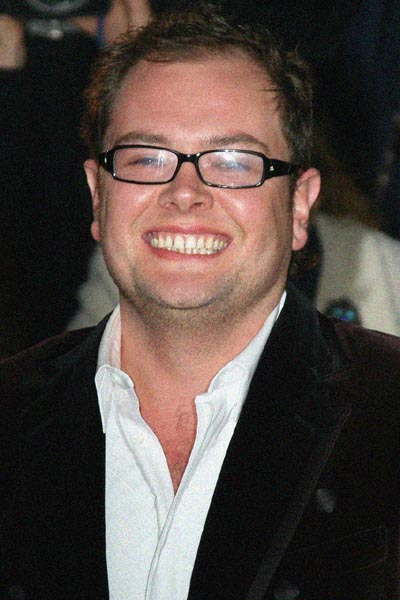
Alan Carr (2007)

Alan Carr (* 14. Juni 1976 in Weymouth, Dorset) ist ein britischer Fernsehmoderator und Komiker. Er ist der Sohn des Fußballers Graham Carr.

## Leben
Nach seiner Schulzeit an der Weston Favell School in Northampton zog er nach Manchester. Danach studierte er an der Middlesex University Drama und Theaterwesen und graduierte dort. Nach seinem Studium war Carr seit Anfang 2000er im britischen Fernsehen in verschiedenen Comedysendungen zu sehen, wo er jeweils als Gast oder als Gastgeber auftrat. Carr ist homosexuell und wohnt in London, England.

## Filmografie (Auswahl)

### Fernsehenshows
- 2005: Law of the Playground
- 2005–2006: 8 Out Of 10 Cats (Gameshow, 7 Folgen)
- 2006: Countdown
- 2006–2010: The Sunday Night Project (Talkshow, 13 Folgen)
- 2007–2008: Alan Carr’s Celebrity Ding Dong (Gameshow, 12 Folgen)
- 2007: The Big Fat Quiz of the Year
- 2007–2008: Never Mind The Buzzcocks
- 2007, 2018: Live at the Apollo
- 2009–2020: The One Show (Talkshow, 10 Folgen)
- 2010–2015: Alan Carr: Chatty Man (Talkshow, 13 Folgen)
- 2011: Who Do You Think You Are?
- 2012–2021: Stand Up to Cancer
- seit 2017: 8 Out of 10 Cats Does Countdown
- seit 2019: RuPaul’s Drag Race UK (als Juror)
- 2020–2022: Alan Carr’s Epic Gameshow
- 2021: The Masked Singer (as Gastjuror)
- seit 2021: Interior Design Masters

### Als Darsteller
- 2006: The Law of the Playground (TV-Serie, 7 Folgen)
- 2007: Lead Balloon (TV-Serie, nur Synchronisation)
- 2009: Der Weihnachtsmuffel (Nativity)
- 2015: SpongeBob Schwammkopf 3D (The SpongeBob Movie: Sponge Out of Water, Synchronisation)
- 2020, 2021: Meet the Richardsons (TV-Serie, zwei Folgen)
- 2021: Silly Animals (TV-Serie, nur Synchronisation)
- 2023: Changing Ends (TV-Serie, 6 Folgen)

## Preise und Auszeichnungen (Auswahl)
- 2006: Rose d’Or für Beste Unterhaltungsshow für The Friday Night Project
- 2007: British Comedy Awards  für Best Live Stand Up
- 2008: British Comedy Awards für Bester Unterhaltungskünstler